# Быханов, Евграф Васильевич
Евгра́ф Васи́льевич Быха́нов (1839, Липецк — 1915, Елец) — астроном-любитель XIX века, предвосхитивший современные взгляды на образование солнечной системы и дрейф континентов Земли. Известен также как садовод, внёсший большой вклад в озеленение Липецка.

## Происхождение
Родился в семье липецкого мещанина Василия Васильевича Быханова (1804 — 12.01.1878) и купеческой дочери Марии Алексеевны Котельниковой (1811—1873). Всего в их семье было семеро детей. Наиболее известны трое. Это старший сын — Василий Васильевич (03.04.1829 — 29.03.1896), оставшийся жить в Липецке и основавший питомник. В его память назван Быханов сад. Четвёртый сын — Евграф Васильевич (05.12.1839 — 12.12.1915). И пятый сын — Михаил Васильевич (08.07.1848 — 24.11.1916), с которым Евграф Васильевич занимался садоводством в Елецком уезде (село Долгоруково).
Так как на коротком историческом отрезке в династии Быхановых существовало несколько полных тёзок, отметим, что у старшего брата Е. Быханова, Василия, был свой сын — Михаил (27.10.1877 — 1921), который после смерти отца в 1896 году, фактически возглавил практическую сторону деятельности их семейного, липецкого предприятия «Садоводство А. А. Быхановой с Сыновьями». С этим Михаилом Васильевичем Быхановым, то есть со своим племянником, Евграф Васильевич в начале XX века благоустраивал липецкий Нижний парк.

## Биография
Евграф родился в Липецке, 5 декабря 1839 года. С середины XIX века он жил в Ливнах, где работал учителем пения и музыки в городском Реальном, а позже и в Духовном училищах.
О частной жизни Евграфа Васильевича известно достаточно мало. Поисковая работа ливенского краеведа С. П. Волкова позволила найти и опросить проживавших в конце 40-х годов XX века в Ливнах внучку Е. Быханова — О. Г. Андрееву, его ученицу, преподавателя музыки С. А. Павловскую и двух бывших учеников — П. Н. Морозова и О. Д. Зеллера. По их словам, Евграф Васильевич был довольно заметной фигурой в городе. Являлся регентом церковного хора. Долговязый, спортивный, считался хорошим пловцом, так как плавал от Ливен до Адамовской мельницы, и даже альпинистом, так как участвовал в восхождении на Казбек. Изредка сочинял музыку, на досуге занимался живописью, особенно преуспев в создании копий. Его трудами для Духовного училища был приобретён небольшой телескоп:205.
У Евграфа Васильевича было три сына — Митрофан, Константин, Михаил (самый старший) и одна дочь, младшая из детей — Ольга (13.05.1883 — 13.05.1974). Существует фотография, на которой Е. Быханов снят вместе со своими сыновьями. Ещё известно, что Константин в 1893 году оказался одним из трёх учеников коммерческого отделения ливенского реального училища, успешно выдержавших выпускные экзамены и получивших аттестат.
Основным увлечением Евграфа Васильевича стала астрономия. Он скрупулёзно отслеживал и внимательно изучал печатавшиеся по этой теме работы. С помощью собственной зрительной трубы наблюдал за небом:78.
В середине 70-х годов XIX века, Е. Быханов убедился в несоответствии наблюдаемым фактам доминировавшей тогда космогонической гипотезы Канта-Лапласа. В частности, имелось противоречие между утверждением Лапласа о незыблемом постоянстве солнечной системы и эмпирическими данными об отсутствии такого постоянства. Например, установленное замедление скорости вращения Земли, а значит и других планет:46-60.
В 1876 году Евграф Васильевич излагает свои умозаключения в небольшой статье и направляет ряду известных астрономов, но никакого ответа не получает:23. На следующий, 1877 год, он решается издать свои мысли в виде книги, по скромности, без указания авторства, но с вполне амбициозным названием: «Астрономические предрассудки и материалы для составления новой теории образования планетной системы». Никакого особенного резонанса эта книга также не имела. Но даже скромная реакция укрепила автора в осознании своей правоты. За несколько лет до выхода на пенсию, в 1894 году, он публикует вторую работу — «Нечто из небесной механики. Очерк. Популярное изложение Ев. Быханова». Но и эта книга не стала бестселлером.
Прожив в Ливнах до своего шестидесятилетия, Евграф Васильевич вышел в отставку и в 1898 году переехал в Елец, к старшему сыну Михаилу. Одной из причин явилось существование прямого железнодорожного сообщения как с Долгоруково, где у Евграфа, на паях с младшим братом Михаилом (08.07.1848 — 24.11.1916) был Питомник фруктовых, парковых, декоративных и лесных деревьев, так и с Липецком, городом, где проживали и имели собственное дело близкие родственники.
Оставшиеся семнадцать лет жизни Е. Быханов посвящает садоводству. В елецком Долгоруково трудится вместе с Михаилом Васильевичем — младшим братом, а в Липецке с Михаилом Васильевичем — племянником. Наличие таких тёзок до сих пор вносит изрядную путаницу в описание жизни семей Быхановых.
Собственный вклад Евграфа Васильевича и вклад его близких в озеленение Липецка до наших дней отмечен названием одного из центральных парков — Быханов сад и одной из аллей Нижнего парка — Быхановой.
Садоводческий опыт Е. Быханов обобщил в небольшой брошюре «Разведение плодового сада в Средней России». По его словам, целью издания было «посеять любовь к благородному и полезному занятию», так как «само занятие садоводством безукоризненно с этической точки зрения…». Издание прошло в Липецке, в 1912 году, вновь без указания авторства. Впрочем это для Евграфа Васильевича стало традиционным:206.
Под конец жизни Е. Быханов прослыл еретиком и вольтерьянцем, до такой степени, что по смерти, последовавшей в 1915 году, местное духовенство отказались его отпевать. А такое, для тех времён, было явлением не частым:24.

## Содержание главных публикаций

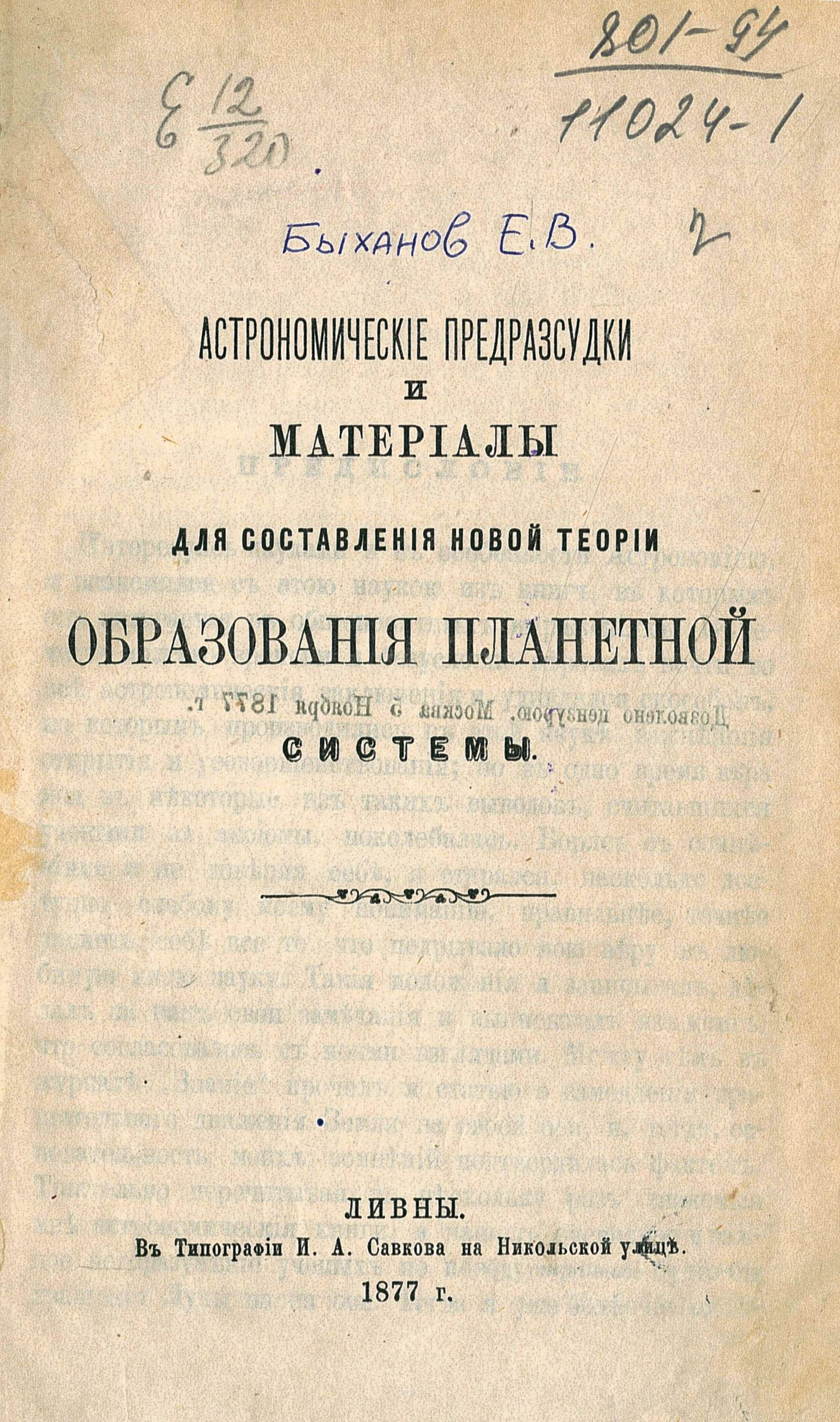
Титульный лист первой книги
Е. Быханова. 1877 год.

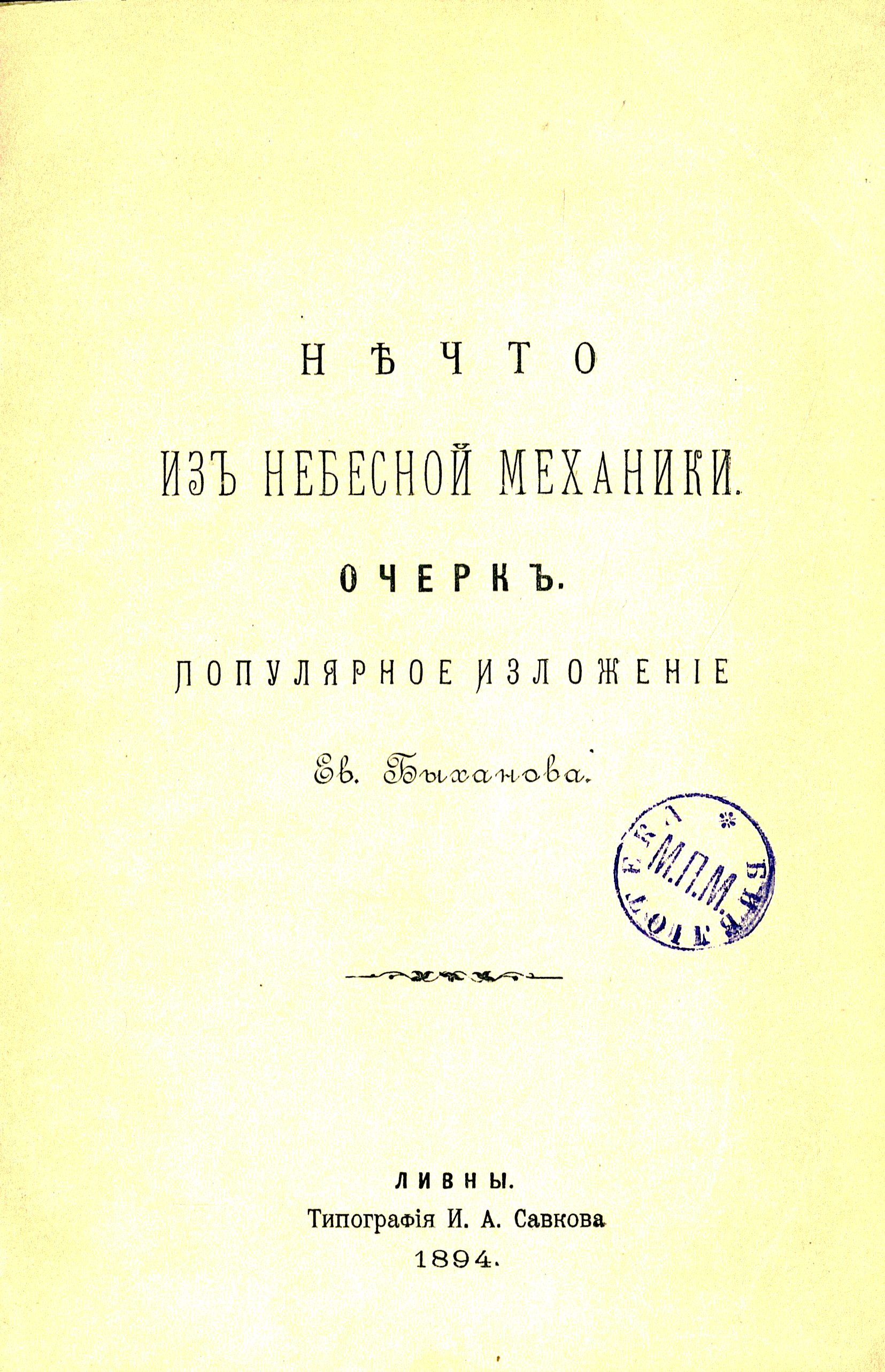
Титульный лист второй книги
Е. Быханова. 1894 год.

Основными работами Евграфа Васильевича Быханова являются две книги написанные и изданные в Ливнах, посвященные Солнечной системе, её планетам и, в частности, Земле.
В этих книгах Евграф Васильевич резко критиковал основную тогда, Небулярную гипотезу образования Солнечной системы, которой, кстати, придерживались такие авторитеты как Кант и Лаплас. Изложенные Евграфом Быхановым мысли существенно опередили время и полностью соответствуют современной системе взглядов. Кроме того, Е. В. Быханов обратил внимание на значительное парное сходство очертаний берегов Европы и Северной Америки, Южной Америки и Африки, Австралии и Южной Америки, для объяснения чего предложил гипотезу об их горизонтальном перемещении; позже Альфред Вегенер назовёт её Теорией дрейфа материков.

### «Астрономические предрассудки…»
Первая книга вышла анонимно, без указания авторства, в 1877 году. Её название — «Астрономические предрассудки и материалы для составления новой теории образования планетной системы».
Причиной написания стало желание убрать противоречие между наблюдаемыми астрономическими фактами и воззрением на них теории Канта-Лапласа. Конфликты с теорией возникали, например, у распределений планет по плотности, по скорости вращения, в фактах разнонаправленности вращения спутников Урана, в изменении скорости вращения Земли, в существовании комет и т. п. «Лапласова гипотеза образования мира с философской точки зрения оказывается неудовлетворительною, потому что она ничего не может объяснить без предположения неизвестных и неисследованных причин»:27.
По мнению Е. Быханова, правильно понимать явления природы не дают предрассудки. Причём, они «оказываются тем вреднее, для науки, чем учёнее были люди, имевшие неосторожность подчиниться влиянию какой-нибудь ложной идеи и научно разработать оную»:36.
По мнению профессора Н. И. Леонова, в мыслях Е. Быханова касающихся горизонтального перемещения материков и изложенных в его первой книге, «… поражает сходство, едва не текстуальное»:200 с основными положениями теории Вегенера, опубликованной в Европе значительно позже. На этом факте и с учётом того, что Ливны имели устойчивые торговые связи с Германией, поставляя продовольствие, преимущественно зерно, Н. Леонов допускает возможность негласного заимствования работы Евграфа Быханова:201.
Книга состоит из Предисловия и десяти глав:
- Глава I Размышление о звёздном небе.
- Глава II Критический разбор Канто-лапласовой гипотезы: образования мира и планетной системы.
- Глава III О развитии наук.
- Глава IV Вековое неравенство лунного движения по Лапласу и новейшим исследованиям.
- Глава V Объяснение приливов и отливов морей по ньютоновской теории не согласуется с законом тяготения. Формы небесных тел в натуре не согласуются с формами, какие бы они должны иметь по вычислениям.
- Глава VI Определение массы солнца по вычислениям. Движение планет вокруг Солнца и поднятие земных вод вследствие солнечного притяжения.
- Глава VII Физическое устройство Солнца. Несостоятельность теории солнечных пятен.
- Глава VIII Газообразность Солнца по физическим изысканиям. Затруднительное положение последователей ньютоновской теории. Газообразность Солнца по механическому закону.
- Глава IX Теория суточного вращательного движения Земли. Причины производящие приливы и отливы морей. Зависимость направления земной оси от расположения суши и воды на поверхности земного шара.
- Глава X Строение и положение земных пластов. Несостоятельность теории, по которой предполагается огненное состояние внутренности земного шара. Выдвинуты ли горы из недр Земли?

А сверх того в книге имеется два дополнительных раздела:
- Образование планетной системы
- Дополнения к этой гипотезе

### «Нечто из небесной механики…»
Вторая книга выпущена в 1894 году, в Ливнах, в той же типографии Ивана Афанасьевича Савкова на Никольской улице. Её название — «Нечто из небесной механики. Очерк. Популярное изложение Ев. Быханова». Главная тема — метеориты и их роль в формировании Земли и Луны. Одновременно, Евграф Васильевич обосновывает полную взаимоувязанность наблюдаемых феноменов, логично делая вывод нетривиальный для того времени: «Во всём этом достаточно показано, что разнородные силы могут производить одинаковые явления и что устройство земного шара, его орбитное движение, вращение вокруг своей оси и даже движение Луны вокруг Земли, вопреки установившимся понятиям, находятся между собой в полной связи или зависимости»:50.
Книга состоит из шести глав:
- Глава I Вращательное движение планет и их спутников по сравнению между собой.
- Глава II Увеличение массы земли и неизменяемость земного года.
- Глава III Существующее учение об образовании морских приливов и отливов. Новое, более натуральное объяснение того же явления.
- Глава IV Суточное вращение земли.
- Глава V О луне.
- Глава VI Заключение.

## Возвращение
Для научной общественности работы Е. Быханова оставались неизвестными до второй половины 40-х годов XX века. Этот период характерен в СССР подъёмом пропаганды национального самосознания и, как следствие, популяризацией деяний отечественных знаменательных личностей. Для примера сошлёмся на некоторые вышедшие в те годы фильмы: Мичурин, Адмирал Нахимов, Александр Попов, Академик Иван Павлов.
Из деяний Е. Быханова, первой привлекла внимание анонимная книга «Астрономические предрассудки …». В 1946 году её детальный анализ был опубликован в Известиях Академии наук СССР профессорами Георгием Глебовиче Леммлейном и Борисом Леонидовичем Личковым. На следующий, 1947 год, последовала статья академика Берга Л. С., а в 1948 году идеям Е. Быханова уделено заметное внимание в переиздававшейся большой работе профессора Н. Н. Зубова — «В центре Арктики…».
Авторы публикаций высоко и детально оценили оригинальность и новизну изложенных в книге Е. Быханова мыслей, которые существенно опережали своё время, но сожалели о полной неизвестности имени автора.
Профессору Леонову Н. И. это имя удалось установить. Было известно, что книга дозволена цензурой 5 ноября 1877 года в Москве. Леонов Н. обнаружил соответствующие протоколы цензурного комитета. Из них и выяснилось, что автором является Евграф Быханов — учитель пения и музыки из города Ливны.
Весной 1948 года, на удачу, с просьбой поискать следы ливенского учителя, Леонов Н. написал в ливенский районный отдел народного образование. Письмо передали местному краеведу — С. П. Волкову. Ему удалось разыскать внучку Е. Быханова — О. Г. Андрееву, которая, кстати, продолжала жить в ливенском доме деда. Она рассказала о судьбе Евграфа Васильевича и даже позволила сделать копию его фотопортрета:78.
Наиболее полная версия возвращения работ и имени Евграфа Быханова была опубликована в 1952 году профессором Н. И. Леоновым в Трудах Института истории естествознания.

## Интересные факты
- Е. В. Быханов полагал, что пропавший материк Атлантида это — ныне существующая Америка, которая из-за дрейфа материков просто отодвинулась от Европы[6].

## Память

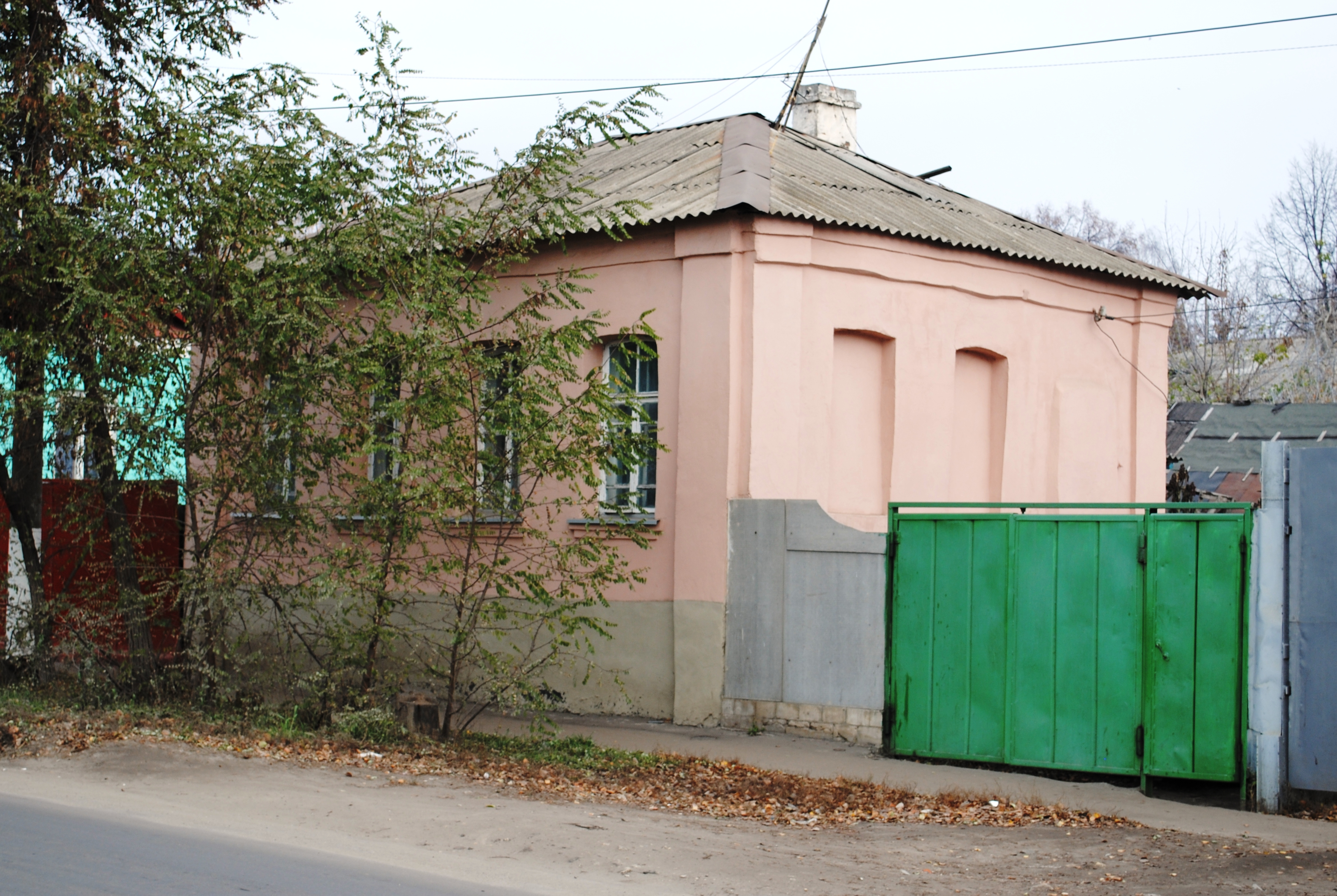
Дом Е. В. Быханова в Ливнах (2011 г.)

- Главные книги Е. В. Быханова[6][8], став раритетами, хранятся в Российской государственной библиотеке.
- Сохранился ливенский дом Е. В. Быханова. Его адрес ул. Орджоникидзе, 23. Местными властями во второй половине XX века на нём была установлена мемориальная доска. После того как наследники продали дом новым владельцам, мемориальную доску сняли.
- Документы о жизни Е. В. Быханова хранятся в Ливенском и Липецком краеведческих музеях, в музее-усадьбе «Край Долгоруковский»[15].
- В селе Долгоруково имеется региональный памятник архитектуры на месте сада и усадьбы братьев Быхановых.
- В память о Евграфе Васильевиче в липецком городском Нижнем парке существует Быханова аллея[9].